# Pristimantis malkini
Pristimantis malkini es una especie de anfibio anuro de la familia Craugastoridae.

## Distribución
Esta especie habita entre los 100 y 500 m de altitud en la cuenca superior de la Amazonía:
- en el sureste de Colombia;
- en el este de Ecuador;
- en el este de Perú;
- en el oeste de Brasil.[4]

## Descripción
Los machos miden de 30.4 a 37.2 mm y las hembras de 41.5 a 47.9 mm.

## Etimología
Esta especie lleva el nombre en honor a Borys Malkin.

## Publicación original
- Lynch, 1980 : A taxonomic and distributional synopsis of the Amazonian frogs of the genus Eleutherodactylus. American Museum Novitates, n.º 2696, p. 1-24[5]